# Adalberto I d'Alsazia
Adalberto I d'Alsazia, chiamato anche Adelberto o Adelbergo, (regione di Obernai, 665 – Koenigshoffen, 11 dicembre 722) è stato un nobile franco.
Dopo la morte di Eticone/Adalrico d'Alsazia, avvenuta nel 690, gli successe suo figlio, il duca Adalberto d'Alsazia. Era già conte di Sundgau dal 683 circa. Adalberto costruì la residenza reale di Koenigshoffen e le abbazie di Honau e la chiesa di Santo Stefano a Strasburgo, ma anche a Wissembourg. L'Alsazia era quindi una contea molto potente in Austrasia. Sposò Gerlinda di Pfalzel, figlia di Odone, forse una delle nipoti di Ugoberto; successivamente Adalberto si risposò con Bathilde, una donna ricca dell'Alsazia.

## La sua famiglia

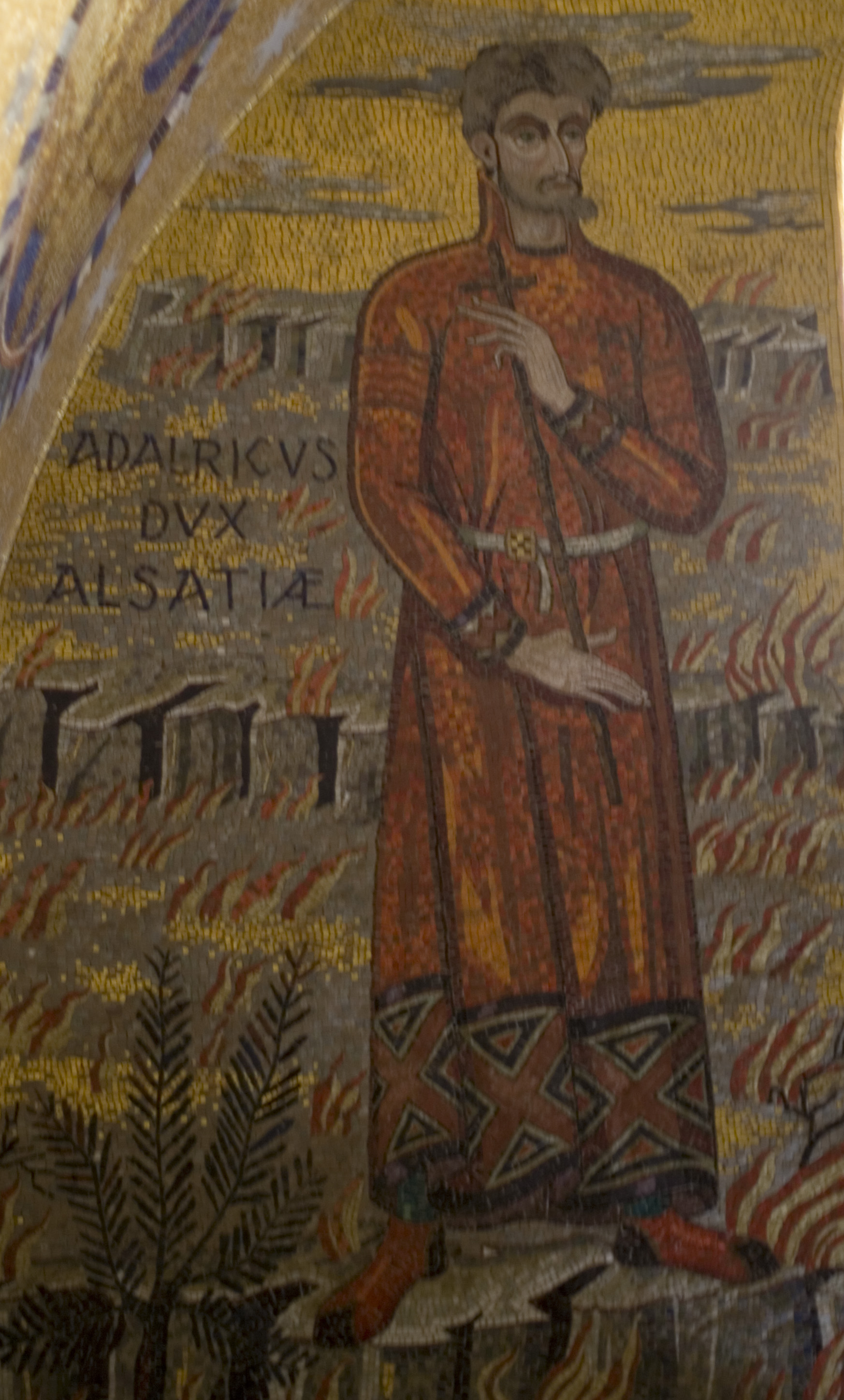
Mosaico raffigurante suo padre Eticone/Adalrico d'Alsazia.

Adalberto d'Alsazia è il figlio di Eticone/Adalrico, duca della contea d'Alsazia e il resto dal 662 a 689, fondatore della dinastia Eticonidi e fratello di santa Ottilia, patrona dell'Alsazia. Era anche certamente l'antenato dell'illustre dinastia degli Asburgo. La proprietà degli Eticonidi, padroni assoluti dell'Alsazia nell'alto Medioevo, finirà per finire nelle mani degli Asburgo alcuni secoli dopo. Sua madre, Berswinde, era la nipote di san Leodegario di Autun, vescovo e santo, e forse cognata di Sigeberto III. 

## Biografia

### Giovinezza
Adalberto d'Alsazia nacque forse a Obernai, nella villa reale dei suoi genitori o nel castello di Hohenbourg, dove trascorse buona parte della sua infanzia. Suo padre lo fece conte di Sundgau nel 683. 
Il territorio detenuto da Adalberto d'Alsazia non sembra essere stato ridotto o ampliato rispetto alla contea di suo padre. Questo si trovava a est delle creste dei Vosgi, dall'abbazia di Surbourg, a sud del fiume Sauer, a sud dell'abbazia di Moutier-Grandval, situata a nord del massiccio del Giura. Il territorio da lui detenuto comprendeva la Brisgovia e parte della pianura del Reno, situata dall'altra parte del Reno. 

### Matrimonio
Adalberto d'Alsazia sposò Gerlinda di Pfalzel, figlia di Odone e probabilmente di Adele, badessa di Pfalzel. Adele era sicuramente figlia di Ugoberto (645 - 698), siniscalco di Clodoveo III (nel 693), conte palatino di Childeberto IV (nel 697), e di Irmina d'Oehren. Si risposò successivamente con Bathilde, una donna ricca dell'Alsazia 

### Koenigshoffen
Nel VII secolo, a Koenigshoffen, il silenzio della solitudine era succeduto al rumore del campo romano. Poche persone giravano su questa collina, ove era presente una forca usata per i criminali condannati dal giudice della città. Non lontano da lì, san Arbogaste costruì una cella sulle rive del fiume Ill, in un luogo deserto, dove gli piaceva ritirarsi quando voleva fuggire dal mondo. Si dice che Dagoberto II costruì lì, per il vescovo che venerava, un monastero con un oratorio. Con un sentimento di umiltà, Arbogaste voleva essere seppellito sulla collina dei supplizi, in cui la presenza della sua tomba cancellò l'infamia del luogo.
La forca fu fatta sparire e al suo posto fu eretta una cappella dedicata a san Michele, che il vescovo Remi († 783) donò al convento di Eschau, fondato da lui nel 776. Intorno a questa cappella si radunarono gradualmente i coloni attratti dalla fertilità dei dintorni. I prati furono convertiti in campi coltivati, sorsero abitazioni rustiche che, dall'inizio VIII secolo, erano abbastanza numerosi da formare il suburbio della città. Il duca Adalberto, fratello di santa Ottilia e fondatore dell'abbazia di Santo Stefano, vi costruì una villa reale, la quale darà a tutto il borgo, con le sue fattorie, il nome di Koenigshoffen. È per questo nuovo agglomerato di abitanti che viene eretta la chiesa di Santa Aurelia.

### Abbazia di Santo Stefano (717)
Come Eticone/Adalrico d'Alsazia, suo padre, fondò monasteri tra cui l'abbazia di Santo Stefano nel 717 a Strasburgo. La chiesa si trova all'interno del collegio episcopale di Santo Stefano, a Strasburgo. La cripta mostra i resti della basilica romana della V secolo. L'abside è merovingia. Fu in questa abbazia che sarebbe stato sepolto, come le due mogli e due delle sue figlie. Un'altra delle sue figlie, Attala, fu la prima badessa. 

### Abbazia di Honau (721)
Il duca Adalberto fondò il monastero di Honau, su un'isola sul Reno, a nord di Strasburgo, in onore dell'arcangelo San Michele. Era un monastero benedettino fondato dai monaci irlandesi nel 721, secondo fonti affidabili. Tra i nomi che emergono, conosciamo quello di Tuban, fondatore, assieme ad un certo Benedetto, del monastero, che fungeva anche da scalo e base di riposo per gli irlandesi in partenza per l'Assia e Magonza. Adalberto d'Alsazia si qualifica come Adelbertus dux in un documento di questa abbazia. Il duca Adalberto aumenta la prima dotazione del monastero di Honau aggiungendo beni e entrate nel giugno del 722. Morì lo stesso anno, l'11 dicembre 722, ed è sepolto nel cuore dell'abbazia di Santo Stefano. 

## Discendenza

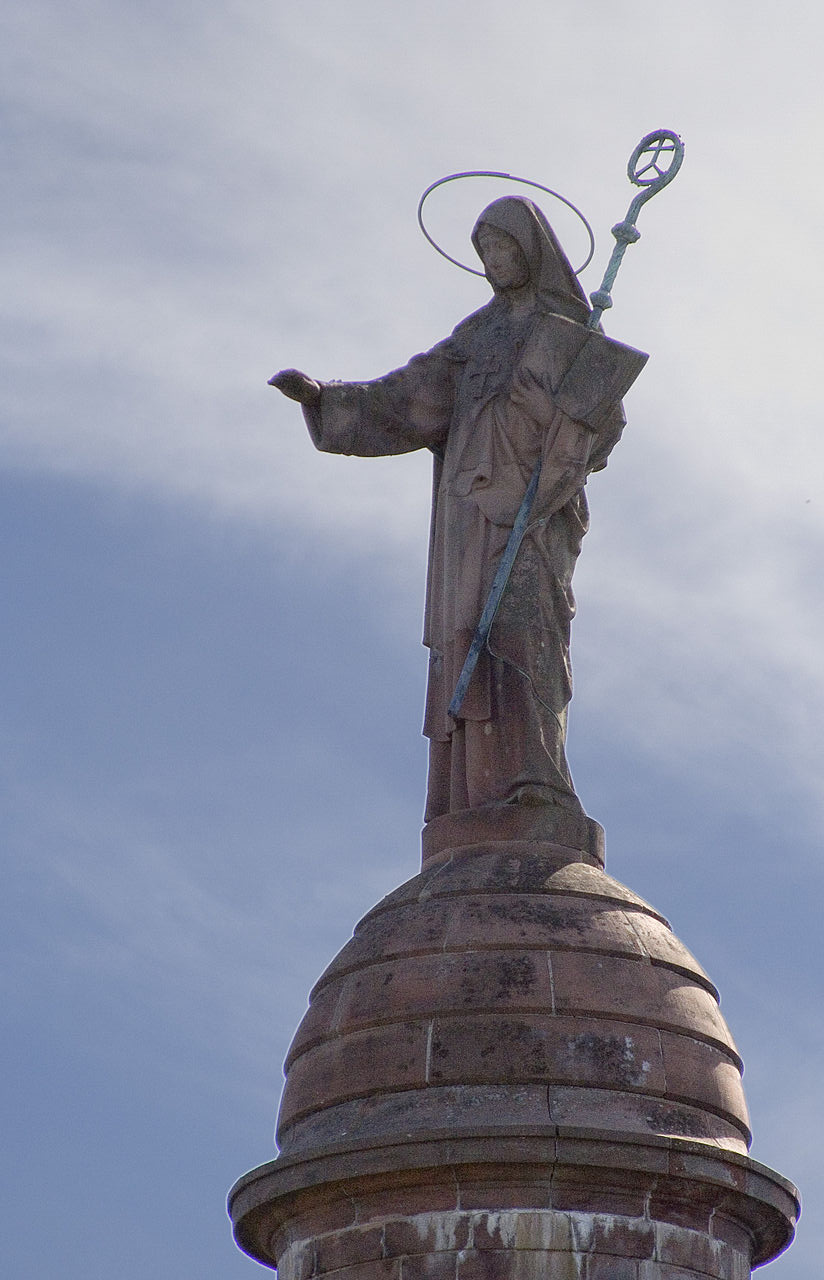
Statua di santa Ottila, sorella di Adalberto.

Adalberto d'Alsazia sposò Gerlinde di Pfalzel, che alla sua morte fu sepolta nell'abbazia di Santo Stefano. Essi ebbero almeno sei figli: 
- Liutfrido I d'Alsazia (700 - 767), duca della contea d'Alsazia e fondatore dei monasteri di Honau, Wissembourg e di Murbach.[7]

- Eberardo di Eguisheim, conte, citato nel documento di fondazione dell'abbazia di Murbach nel 728. Fondò anche i monasteri di Remiremont, Honau e Wissembourg.[7] San Pirmino fondò nel 724 l'abbazia di Reichenau, nell'omonima isola, sul lago di Costanza, poi un gran numero di altre abbazie tra la catena montuosa di Vosgi e la Foresta Nera, come Gengenbach nel 725, nella valle di Kinzig, con il conte franco Eberardo di Eguisheim, e Murbach nel 728, con lo stesso Eberardo, dotandolo di domini fino alla Svizzera.

- Santa Attala († 3 dicembre 741) cresciuta da santa Ottilia, fu la prima badessa del monastero di Santo Stefano;

- Mason di Sundgau, conte, fondatore dell'abbazia di Masevaux o Masmunster.[2] Un diploma di Ludovico il Pio (778-840) di questo monastero lo qualifica come princeps vir nobilis maso, frater ducis Luidfredi ed Eberhardi.[8]

- Eugenia d'Alsazia († 16 dicembre 735), è citata come seconda badessa di Hohenbourg, chiamata a succedere dalle canonichesse alla zia santa Ottilia;
- Gundelina, è citata come badessa dell'abbazia di Santa Maria di Niedermunster, chiamata a succedere dalle canonichesse alla zia santa Ottilia.[9]

Adalberto d'Alsazia si risposò con Bathilde, una donna ricca dell'Alsazia. Essi ebbero due figlie: 
- Luitgarda, seppellita nell'abbazia di Santo Stefano.

- Sabine, sepolta nell'abbazia di Santo Stefano.[10]

## Ascendenza
|                       |   |                       | Genitori                |  |  | Nonni    |  |  | Bisnonni |  |
|                       |   |                       |                         |  |  | Adalrico |  |  | …        |  |
|                       |   |                       |                         |  |  | Adalrico |  |  | …        |  |
|                       |   | …                     |                         |  |  | Adalrico |  |  |          |  |
| Eticone               |   |                       |                         |  |  | Adalrico |  |  |          |  |
|                       |   | Hultrude di Burgundia | Guillebaud di Burgundia |  |  |          |  |  |          |  |
|                       |   | Hultrude di Burgundia | Guillebaud di Burgundia |  |  |          |  |  |          |  |
|                       |   | Hultrude di Burgundia | …                       |  |  |          |  |  |          |  |
| Adalberto I d'Alsazia |   | Hultrude di Burgundia |                         |  |  |          |  |  |          |  |
|                       | … | …                     |                         |  |  |          |  |  |          |  |
|                       | … | …                     |                         |  |  |          |  |  |          |  |
|                       | … | …                     |                         |  |  |          |  |  |          |  |
| Berswinde             | … |                       |                         |  |  |          |  |  |          |  |
|                       |   | …                     | …                       |  |  |          |  |  |          |  |
|                       |   | …                     | …                       |  |  |          |  |  |          |  |
|                       |   | …                     | …                       |  |  |          |  |  |          |  |
|                       |   | …                     |                         |  |  |          |  |  |          |  |